# Most Kamienny w Rydze
Most Kamienny (łot. Akmens tilts, do 1992 r. Most Październikowy) – most na Dźwinie w Rydze, łączący ryskie Stare Miasto z położoną na lewym brzegu rzeki dzielnicą Zadźwinie.

## Historia
Most został zaprojektowany przez inżyniera G. Popowa i architekta K. Jakowlewa w biurze projektowym w Moskwie. Budowę mostu rozpoczęto w 1955 r. i zakończono dwa lata później. Jego otwarcie miało miejsce 21 lipca 1957 r. Początkowo przeprawa nosiła nazwę Mostu Październikowego. Nazwa Most Kamienny została nadana po odzyskaniu niepodległości przez Łotwę, w 1992 r.
Most ma 503,12 metrów długości i 27,5 metra szerokości. Został zbudowany w miejscu, gdzie od XVIII w. funkcjonowała przeprawa promowa, a następnie pontonowa. Na moście znajdują się dwie jezdnie oraz tory tramwajowe, dla pieszych wytyczono chodniki po obydwu stronach przeprawy, o szerokości 3,5 metra każdy. Początkowo część mostu położona przy prawym brzegu Dźwiny mogła być podnoszona, by umożliwić przepływanie większych statków.